# Matheus Vermelho
Matheus Veloso Maria (Salto do Londra, 15 de janeiro de 1986) conhecido também como Matheus Vermelho é um empresário e político brasileiro.

## Carreira política
É neto do ex-prefeito de Salto da Lontra João Maria e filho do deputado federal Vermelho.Nas eleições estaduais de 2022, concorreu a uma vaga de deputado estadual, e conquistou uma cadeira na ALEP pelo Progressistas (PP) com 29.484 votos.